# Trentepohlia (Plesiomongoma) subcandidipes
Trentepohlia (Plesiomongoma) subcandidipes is een tweevleugelige uit de familie steltmuggen (Limoniidae). De soort komt voor in het Oriëntaals gebied.